# Rolls-Royce Vulture
Роллс-Ройс Валчер (англ. Rolls-Royce Vulture) — британский авиационный мотор, разработанный незадолго до Второй мировой войны фирмой «Роллс-Ройс». Он представлял собой довольно необычный X-образный 24-цилиндровый двигатель, в котором использовались четыре шестицилиндровых блока от двигателя Kestrel, работающих на один вал и имеющих общий картер. Расчётная мощность составляла около 1780 л. с. (1309 кВт), но из-за последующих проблем с доводкой эксплуатационная мощность была понижена до 1450-1550 л. с. путём ограничения максимальных оборотов.
В соответствии с принятой на фирме системой наименований авиационных двигателей в честь хищных птиц, новый мотор получил название, приблизительно соответствующее русскому «падальщик» или «стервятник».
Хотя под Vulture разрабатывались несколько новых типов самолётов, работа над двигателем была прекращена в 1941 г., а разработчики сконцентрировали усилия на более успешном Merlin. Другим двигателем со сходными параметрами был Napier Sabre, показавший себя более успешным после длительной доводки.

## Разработка и конструкция
Rolls-Royce Kestrel с рабочим объёмом 21,24 литр (1296 кубич. дюймов) был довольно обычным по конструкции V-образным 12-цилиндровым двигателем. Vulture представлял собой, по сути, сдвоенный Kestrel, с новым картером, коленчатым валом новой конструкции и рабочим объёмом 42,48 л (2592 кубических дюйма). Хотя диаметр цилиндров и ход поршней остались прежними, расстояние между цилиндрами в блоке было увеличено из-за большей длины вала с дополнительным коренным подшипником и более широкими шатунными шейками.
Двигатель не был доведён, поскольку фирма «Роллс-Ройс» прекратила его разработку в 1940 г. во время Битвы за Британию, чтобы сконцентрировать усилия на Merlin. Из-за этого эксплуатационная надёжность Vulture была очень низкой. Кроме недобора мощности, он страдал от частых поломок шатунных подшипников, причиной которых было нарушение смазки, а также имел проблемы с охлаждением. Инженеры Роллс-Ройс сначала были уверены, что смогут решить проблемы, но, отчасти благодаря ускоренному развитию в 1940 г., значительно меньший Merlin уже практически достиг мощности, предусмотренной первоначальной спецификацией на Vulture, поэтому производство последнего было прекращено после постройки всего лишь 538 экземпляров.

## Применение
Vulture был задуман в качестве силовой установки для перехватчика Hawker Tornado, но с прекращением доводки двигателя фирма Хоукер оставила проект Tornado в пользу Typhoon, на который устанавливался двигатель Napier Sabre. Также была прекращена разработка версии бомбардировщика Vickers Warwick под этот двигатель.
Единственным серийным самолётом с двигателями Vulture стал двухмоторный бомбардировщик Avro Manchester. Когда выявились проблемы с надёжностью двигателей, команда разработчиков Avro Aircraft убедила Министерства авиации, что доводка резервной версии «Манчестера» с четырьмя моторами Merlin предпочтительнее, чем переоборудование заводов фирмы под выпуск бомбардировщиков Handley Page Halifax. Получившийся самолёт сначала назывался Manchester Mk. III, а затем был переименован в Lancaster и достиг выдающихся успехов в качестве основного тяжёлого бомбардировщика Королевских ВВС.

## Спецификация (Vulture V)

### Основные характеристики
- Тип: поршневой четырёхтактный рядный X-образный 24-цилиндровый двигатель жидкостного охлаждения
- Диаметр цилиндра: 127 мм
- Ход поршня: 139,7 мм
- Объем двигателя: 42,48 л (2592 кубич. дюйма)
- Длина: 2215 мм [4]
- Ширина: 909 мм
- Высота: 1074 мм
- Сухой вес: 1111 кг

### Особенности функционирования
- Клапаны: верхнеклапанный (SOHC), 2 впускных и 2 выпускных клапана на цилиндр
- Компрессор: одноступенчатый двухскоростной ПЦН
- Топливная система: карбюратор типа SU[англ.] с нисходящим потоком
- Тип топлива: бензин с октановым числом 100/130
- Система смазки: циркуляционная
- Система охлаждения: жидкостная (смесь 70% воды и 30% этиленгликоля)

### Производительность
- Выходная мощность: 1300 кВт (1780 л.с.) при 2650 об/мин и давлении наддува 41 кПа2
- Удельная мощность: 41,91 л.с./л (31,25 кВт/л)
- Степень сжатия: 6:1
- Удельная мощность по весу: 1,60 л.с./кг (1,19 кВт/кг)

### Связанные разработки
- Rolls-Royce Kestrel
- Rolls-Royce Peregrine

### Схожие двигатели
- Rolls-Royce Exe
- Rolls-Royce Pennine
- МБ-100